# Elizabeta Ejupi
Elizabeta Ejupi, ps. Liz (ur. 21 kwietnia 1994 w Prisztinie) – angielska piłkarka pochodzenia kosowskiego. W 2009 roku należała do angielskiej reprezentacji U-15, w latach 2011-2012 do reprezentacji Albanii, a od 2022 roku reprezentuje Kosowo.

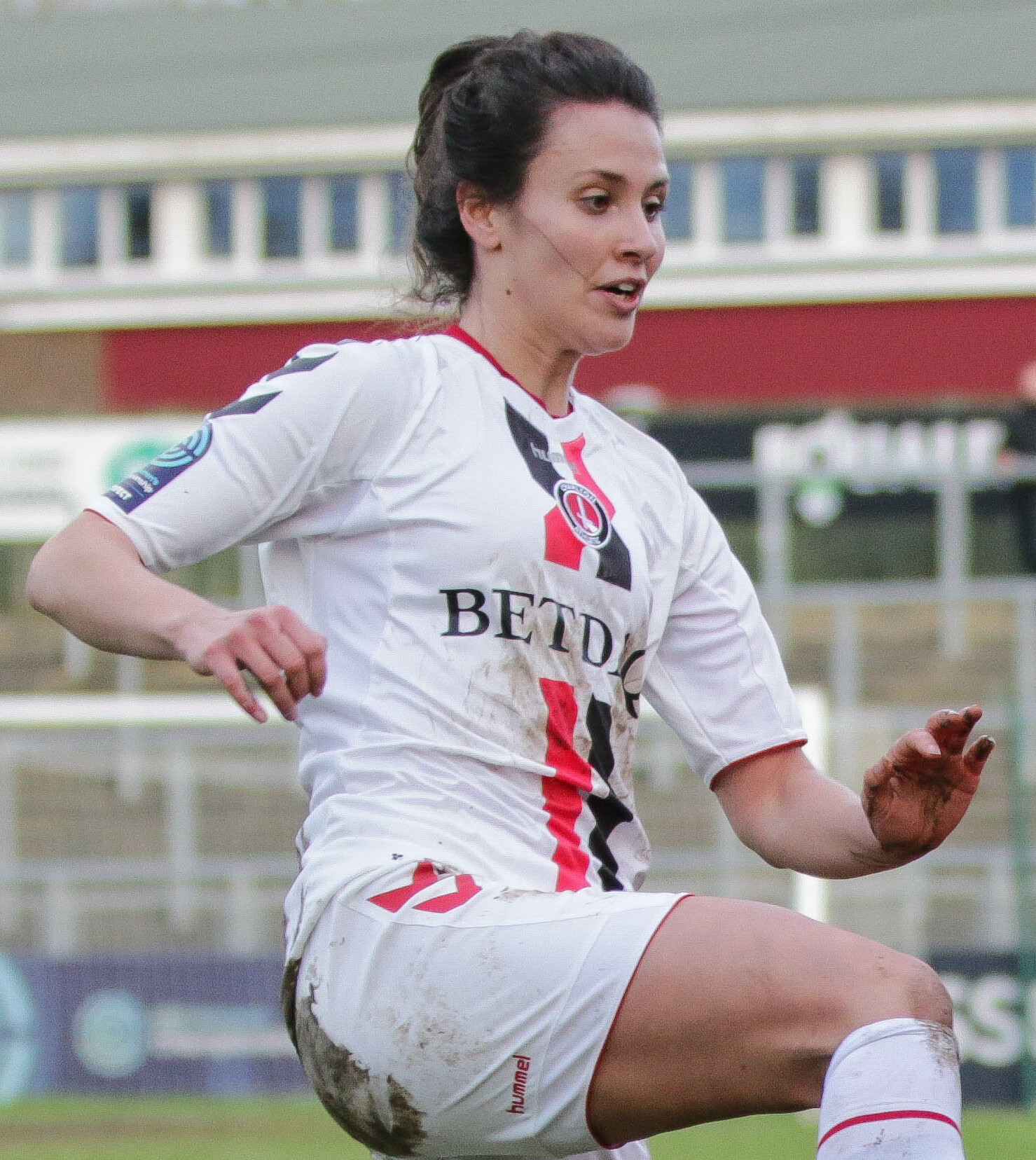
Elizabeta Ejupi (2018)

## Życie prywatne
W 1997 roku z powodu wojny w Kosowie wraz ze starszym bratem i rodzicami uciekła do Macedonii, skąd rodzina następnie udała się do Londynu drogą lotniczą. Jej kuzyni wyemigrowali do Niemiec.